# Lwie głowy

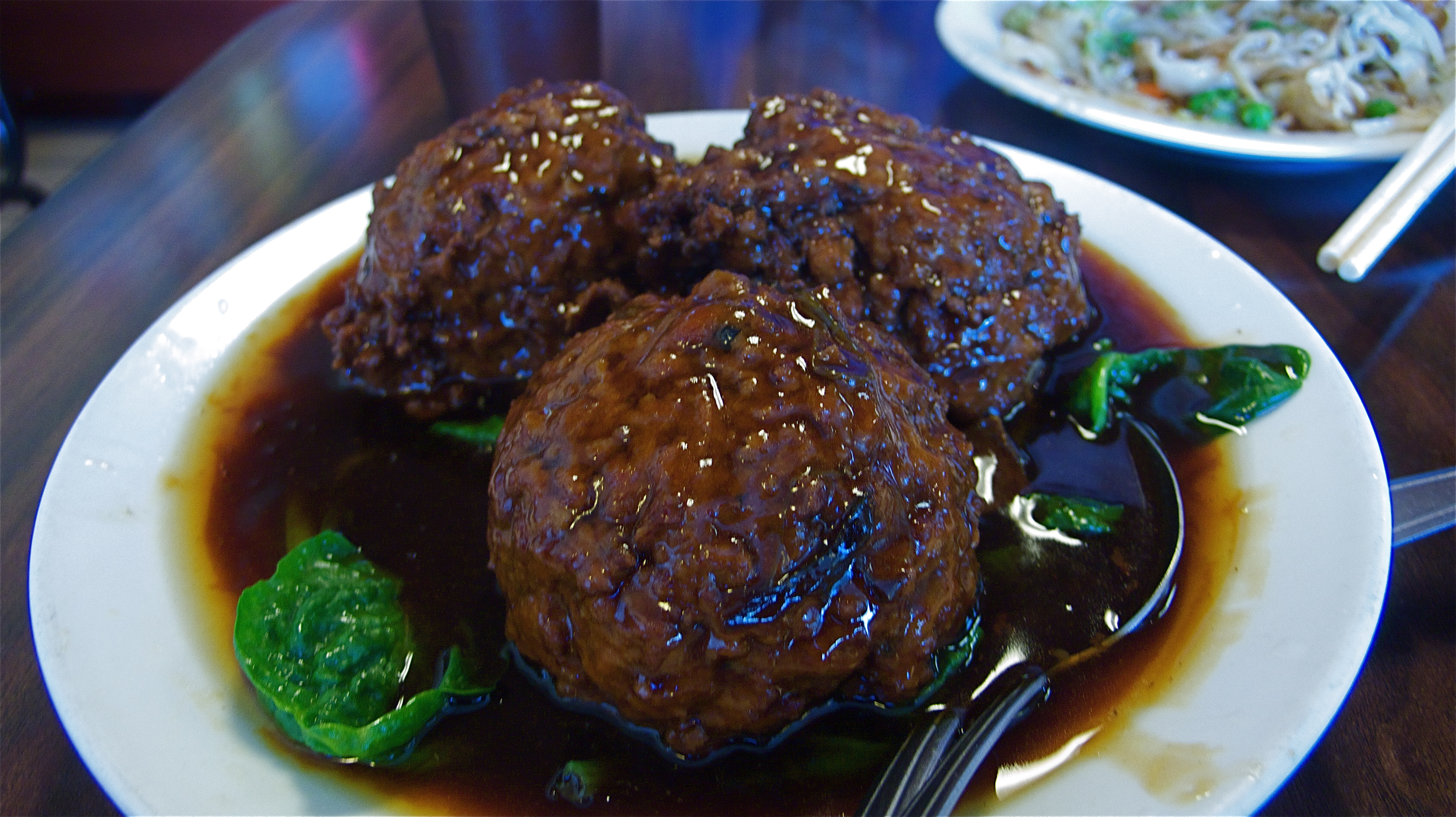
Lwie głowy w czerwonym sosie

Lwie głowy (także Klopsiki jak lwie głowy, chiń. upr. 狮子头; chiń. trad. 獅子頭; pinyin shīzi tóu) – danie mięsne charakterystyczne dla kuchni szanghajskiej, pochodzące z Yangzhou.
Danie ma formę dużych klopsów wieprzowych, gotowanych powoli w osobnych glinianych naczyniach, aż do konsystencji łatwo poddającej się spożyciu pałeczkami. Jako przypraw używa się sosu sojowego, imbiru, cebuli, czosnku i szpinaku. Istnieją dwie odmiany: biała (podawana np. w bulionie) i przyrządzana w czerwonym sosie. 
Lwie głowy są jedną z kulinarnych trzech głów Yangzhou (obok duszonej w czerwonym sosie głowy karpia w tofu i gotowanego w całości świńskiego łba).